# Louis Alexandre Auguste Chevrolat

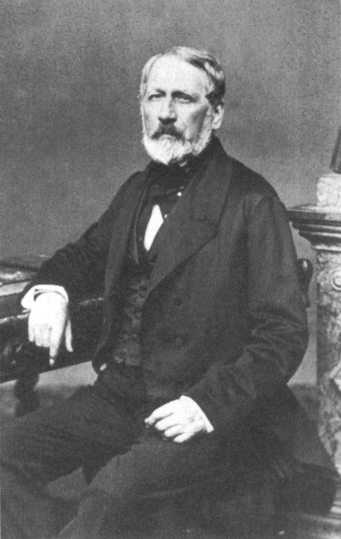
Auguste Chevrolat

Louis Alexandre Auguste Chevrolat (* 29. März 1799 in Paris; † 16. Dezember 1884 ebenda) war ein französischer Amateur-Entomologe.

## Leben und Wirken
Auguste Chevrolats Hauptaugenmerk richtete sich auf Käfer (Coleoptera) und Vögel (Aves). Neben seiner Hauptbeschäftigung an der Pariser Akzise beschrieb er mehr als 2000 Spezies und veröffentlichte mehr als 250 Schriften. Nach seinem Tod wurde seine Sammlung verstreut, Teile davon und einige Manuskripte befinden sich heute im Natural History Museum in London.

## Mitgliedschaften
1832 war er einer der Mitgründer der Société entomologique de France. Als 1838 La Société Cuvierienne gegründet wird, war er eines der 140 Gründungsmitglieder der Gesellschaft.

## Werke (Auswahl)
- Coléoptères du Mexique. Straßburg 1833–1835.
- Nouveau genre de Carabiques, de la tribu des Carabides. 1854.
- Première centurie de Longicornes du Vieux Calabar, précédée de la révision du genre Listroptera, &c. Paris 1855–1858.
- Essai monographique sur le genre Rhopalophora. Paris 1856.
- Voyage au Gabon : histoire naturelle des insectes et des arachnides recueillis pendant un voyage fait au Gabon en 1856 et en 1857. Paris 1858 (Mitautor).
- Coléoptères de l’île de Cuba : notes, synonymies et descriptions d’espèces nouvelles. 1862–1867.
- Réflexions et notes synonymiques sur le travail de M. James Thomson, sur les Cérambycules avec descriptions de quelques nouvelles espèces. London 1862.
- Des Clytides du Mexique, du Brésil, de l’ancienne Colombie, des Guyanes, du Chili, de la Bolivie, des Antilles, etc., création de genres : Révision des genres Eriphus et Mallosoma et établissement de trois nouveaux genres de cérambycides. Paris 1863.
- Mémoire sur les Cléonides. 1873.
- Catalogue des clerides : de la collection de Monsieur A. Chevrolat. Paris 1874.
- Révision des cébrionides. Paris 1875.